# El Tribuno de Tucumán

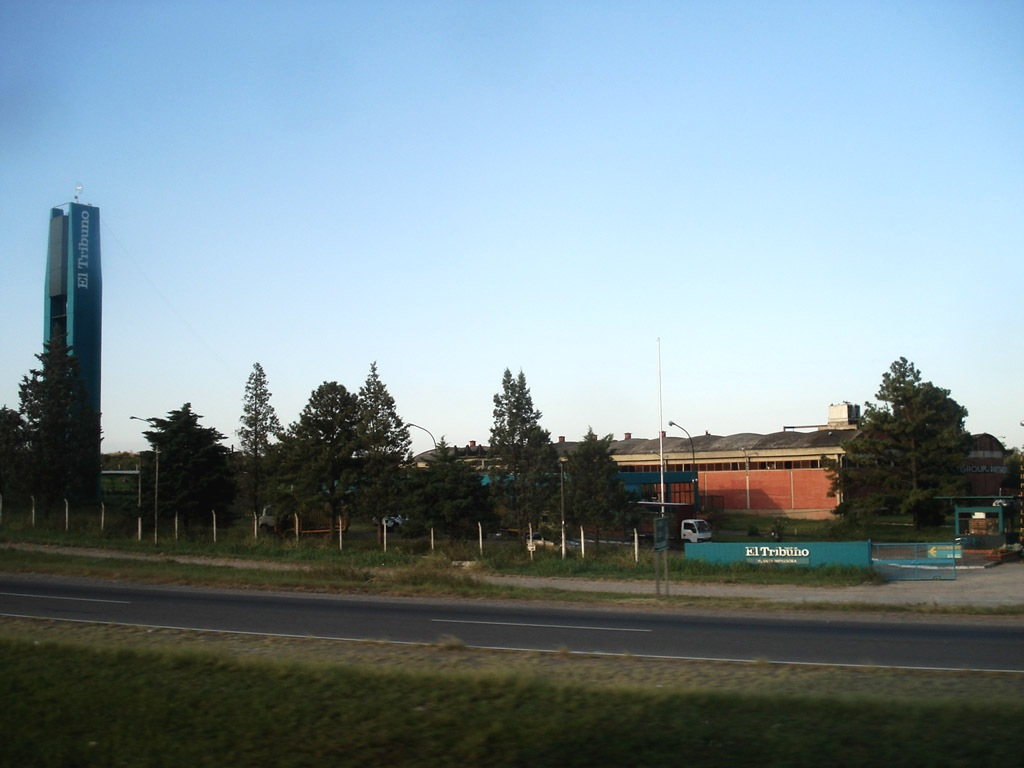
Planta impresora de El Tribuno de Tucumán en Tafí Viejo

El Tribuno de Tucumán es una empresa que nació como un diario matutino que se edita en la ciudad de San Miguel de Tucumán, Argentina. Su primer número apareció el día martes 18 de octubre de 2005 y forma parte de un grupo de diarios denominado Multimedios Norte Asociados constituido por el Nuevo Diario de Santiago del Estero, El Tribuno de Salta (la empresa que dio origen al grupo), El Tribuno de Jujuy. y Nueva Rioja de La Rioja. En 1988 estalló un escándalo al conocerse de una denuncia sobre favoritismo, con dinero público, a la empresa Horizontes S.A., editora de El Tribuno. El Tribuno respondió lanzando una campaña de desprestigio contra el denunciante. En 2000, al estallar un escándalo por sobornos durante el gobierno del radical Fernando de la Rúa en el Senado de la Nación, el diario tituló el tema como "supuestas coimas", pues uno de los implicados era un exfuncionario de la administración Roberto Romero, dueño del diario (1983-1987). Después de una investigación que incluyó un examen del movimiento de dinero de las cuentas de la Secretaría de Inteligencia que no encontró evidencia que respaldara la versión de Pontaquarto, todos los imputados fueron absueltos en diciembre de 2012 por los jueces Miguel Pons, Guillermo Gordo y Fernando Ramírez por considerarse que no era posible probar ningún delito. Finalmente, la Cámara Federal de Casación confirmó la sentencia.

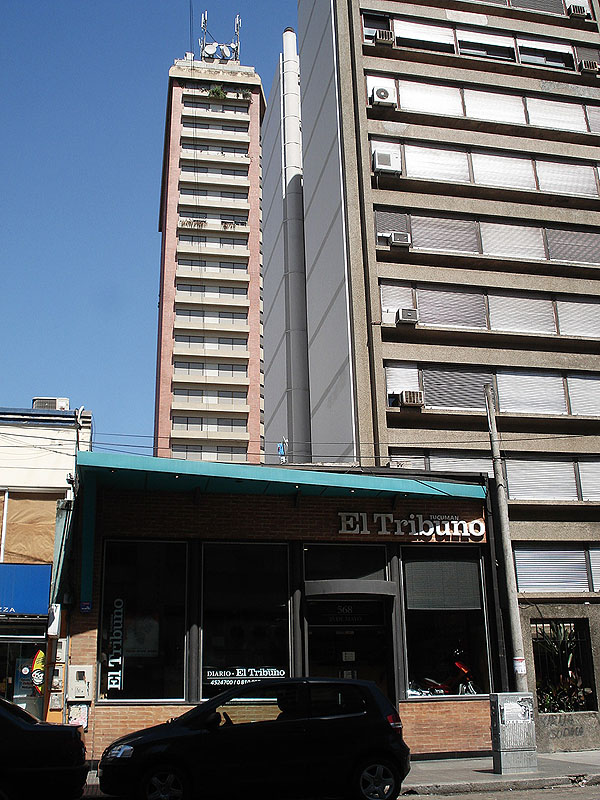
Redacción de El Tribuno de Tucumán en San Miguel de Tucumán.

Su redacción y oficinas comerciales se encuentran ubicadas en el centro de la capital tucumana y su planta impresora sobre la ruta nacional N.º 9 en el departamento Tafí Viejo. 

## Características
El diario se imprime en formato tabloide y cuenta con las siguientes secciones fijas de publicación diaria:
- Primera sección: Nacionales, Política, Tucumán, A fondo, Policiales y Opinión.
- Sección Espectáculos y Clasificados
- Sección Deportes

Además se editan los siguientes suplementos 
- Campo (sábados)
- Nexo (revista dominical)